# Liste des conseillers régionaux de la Dordogne
Le département français de la Dordogne compte actuellement 14 conseillers régionaux sur les 183 élus qui composent le conseil régional de Nouvelle-Aquitaine.

## Évolution du nombre de conseillers régionaux élus
À l'heure actuelle, le nombre de conseillers régionaux élus dans la Dordogne est fixé à 14, identique par rapport à la précédente mandature. Celui-ci a évolué au fil du temps puisqu'on comptait 12 sièges à pourvoir dans le département lors des premières élections régionales.
| 1986-1992 | 1992-1998 | 1998-2004 | 2004-2010 | 2010-2015 | 2015-2021 | 2021-2028 |
| --------- | --------- | --------- | --------- | --------- | --------- | --------- |
| 12        | 12        | 12        | 13        | 13        | 14        | 14        |

## Listes par mandature

### 2021-2028
|                     | Delphine Labails      | PS  | 01 | Socialiste, Place publique et apparentés | Maire de Périgueux (2020 → )                         |
|                     | Christophe Cathus     | PS  | 02 | Socialiste, Place publique et apparentés | Maire de Calès (2020 → )                             |
|                     | Colette Langlade      | PS  | 03 | Socialiste, Place publique et apparentés | Conseillère municipale de Thiviers (2020 → )         |
|                     | Benjamin Delrieux     | PS  | 04 | Socialiste, Place publique et apparentés | Conseiller municipal de Siorac-en-Périgord (2014 → ) |
|                     | Fanny Castaignède     | PCF | 05 | Communiste, écologique, citoyen          |                                                      |
|                     | Jean-Pierre Raynaud * | PS  | 06 | Socialiste, Place publique et apparentés | —                                                    |
|                     | Jacqueline Simonnet   | PRG | 07 | PRG Le centre gauche Nouvelle-Aquitaine  | Conseillère municipale de Bergerac                   |
|                     | Nicolas Platon        | PS  | 08 | Socialiste, Place publique et apparentés | Maire de Ribérac (2020 → )                           |
|                     | Nathalie Arnaud       | PS  | 09 | Socialiste, Place publique et apparentés | 1re adjointe au maire de Marsac-sur-l'Isle           |
|                     | Jacques Colombier     | RN  | 01 | Rassemblement national                   | —                                                    |
|                     | Florence Joubert      | RN  | 02 | Rassemblement national                   | Députée de la Dordogne (2024 → )                     |
|                     | Jonathan Prioleaud    | LR  | 01 | Les Républicains                         | Maire de Bergerac (2020 → )                          |
|                     | Marilyne Forgeneuf    | LÉ  | 01 | Écologiste, solidaire et citoyen         | Adjointe au maire de Saint-Estèphe (2014 → )         |
|                     | Jérôme Peyrat         | RE  | 01 | Renaissance                              | Maire de La Roque-Gageac (1995 → )                   |
| * Vice-président(e) |                       |     |    |                                          |                                                      |

### 2015-2021
|                     | Pascal Deguilhem          | PS           | 01 | Parti socialiste et apparentés | Député de la Dordogne (2007 → 2017)                  |
|                     | Béatrice Gendreau         | PS           | 02 | Parti socialiste et apparentés | —                                                    |
|                     | Jean-Pierre Raynaud *     | PS           | 03 | Parti socialiste et apparentés | —                                                    |
|                     | Mireille Volpato          | PS           | 04 | Parti socialiste et apparentés | Conseillère municipale de Périgueux                  |
|                     | Lionel Frel               | EÉLV         | 05 | Écologiste et citoyen - EELV   | Conseiller municipal de Bergerac (2008 → 2024)       |
|                     | Aurélie Thomasson Bernier | PS           | 06 | Parti socialiste et apparentés | —                                                    |
|                     | Benjamin Delrieux         | PS           | 07 | Parti socialiste et apparentés | Conseiller municipal de Siorac-en-Périgord (2014 → ) |
|                     | Nathalie Trapy            | PS           | 08 | Parti socialiste et apparentés | Adjointe au maire de Prigonrieux                     |
|                     | Christophe Cathus         | PS           | 09 | Parti socialiste et apparentés | Conseiller municipal de Calès                        |
|                     | Catherine Tytgat          | PS           | 10 | Parti socialiste et apparentés | Ancienne conseillère municipale de Périgueux         |
|                     | Antoine Audi              | LR           | 01 | Les Républicains - CPNT        | Maire de Périgueux (2014 → 2020)                     |
|                     | Josie Bayle               | UDI puis DVD | 02 | MoDem - Union centriste        | Adjointe au maire de Bergerac (2020 → )              |
|                     | Jérôme Peyrat             | LR           | 03 |                                | Maire de La Roque-Gageac (1995 → )                   |
|                     | Nathalie Fontaliran       | LR           | 04 | Les Républicains - CPNT        | Conseillère municipale de Montignac                  |
|                     | Robert Dubois             | FN puis RN   | 01 | Rassemblement national         | —                                                    |
|                     | Florence Joubert          | FN puis RN   | 02 | Rassemblement national         | —                                                    |
| * Vice-président(e) |                           |              |    |                                |                                                      |

### 2010-2015
|                     | Michel Moyrand *           | PS           | 01 | - | Maire de Périgueux (2008 → 2014)                                   |
|                     | Nathalie Manet-Carbonnière | PS           | 02 | - | Maire de Valojoulx (2001 → )                                       |
|                     | Jean-Pierre Raynaud        | DVG          | 03 | - | —                                                                  |
|                     | Bérénice Vincent           | EÉ           | 04 | - | Conseillère municipale de Bergerac (2001 → )                       |
|                     | Benoît Secrestat           | PS           | 05 | - | Maire de Proissans (2014 → )                                       |
|                     | Françoise Rény             | PRG          | 06 | - | Adjointe au maire de Bergerac (2008 → 2014)                        |
|                     | Emmanuel Español           | PS           | 07 | - | Ancien conseiller général de Villefranche-de-Lonchat (1999 → 2004) |
|                     | Béatrice Gendreau          | PS           | 08 | - | —                                                                  |
|                     | Stéphane Guthinger         | PG           | 09 | - | —                                                                  |
|                     | Jérôme Peyrat              | UMP          | 01 | - | Maire de La Roque-Gageac (1995 → )                                 |
|                     | Claudine Le Barbier        | UMP          | 02 | - | Conseillère générale de Belvès (1994 → 2015)                       |
|                     | Philippe Cornet            | UMP          | 03 | - | Conseiller municipal de Périgueux (2008 → 2013)                    |
|                     | Josie Bayle                | UMP puis UDI | 04 | - | —                                                                  |
|                     | Marc Mattera               | MoDem        | 01 | - | Conseiller général de Monpazier (1988 → 2015)                      |
| * Vice-président(e) |                            |              |    |   |                                                                    |

### 2004-2010
|                     | Germinal Peiro         | PS    | 01 | - | Député (1997 → 2017), maire de Castelnaud-la-Chapelle (1983 → 2014) |
|                     | Françoise Rény         | PRG   | 10 | - | Adjointe au maire de Bergerac (2008 → 2014)                         |
|                     | Gatienne Doat          | DVG   | 02 | - | —                                                                   |
|                     | Michel Moyrand         | PS    | 03 | - | Maire de Périgueux (2008 → 2014)                                    |
|                     | Nathalie Manet         | PS    | 04 | - | Maire de Valojoulx (2001 → )                                        |
|                     | Bernard Vauriac        | PS    | 05 | - | Maire de Saint-Jory-de-Chalais (1983 → )                            |
|                     | Bérénice Vincent       | Verts | 06 | - | Conseillère municipale de Bergerac (2001 → )                        |
|                     | Emmanuel Español       | PS    | 07 | - | Conseiller général de Villefranche-de-Lonchat (1999 → 2004)         |
|                     | Béatrice Gendreau      | PS    | 08 | - | —                                                                   |
|                     | Dominique Rousseau     | PS    | 09 | - | Maire de Bergerac (2008 → 2014)                                     |
|                     | Alain Armagnac         | PS    | 11 | - | —                                                                   |
|                     | Xavier Darcos          | UMP   | 01 | - | Ministre, maire de Périgueux (2005 → 2008)                          |
|                     | Claudine Le Barbier    | UMP   | 02 | - | Conseillère générale de Belvès (1994 → 2015)                        |
|                     | Marc Mattera           | UDF   | 03 | - | Conseiller général de Monpazier (1988 → 2015)                       |
|                     | Antoine Peyret-Lacombe | FN    | 01 | - | —                                                                   |
| * Vice-président(e) |                        |       |    |   |                                                                     |

### 1998-2004
|                     | Christian Défarge       | PS           | 01 | - | Conseiller général de Neuvic (1976 → 2001), maire de Chantérac (1965 → 2001) |
|                     | Emmanuel Español        | MDC          |    | - | Conseiller général de Villefranche-de-Lonchat (1999 → 2004)                  |
|                     | Annie Hote-Chalbos      | PS           |    | - | —                                                                            |
|                     | Michel Moyrand *        | PS           |    | - | 1er adjoint au maire de Bassillac (1989 → 2001)                              |
|                     | Jean-Paul Salon         | PCF          |    | - | —                                                                            |
|                     | Mireille Volpato        | DVG          |    | - | —                                                                            |
|                     | Jean-Jacques de Peretti | RPR puis UMP | 01 | - | Maire de Sarlat (1989 → )                                                    |
|                     | Dominique Bousquet      | RPR puis UMP |    | - | Conseiller général (1982 → 2015) et maire de Thenon (1983 → 2020)            |
|                     | Pierre Giry             | RPR puis UMP | •  | - | Maire de Nontron (1995 → 2014)                                               |
|                     | Marc Mattera            | UDF          |    | - | Conseiller général de Monpazier (1988 → 2015)                                |
|                     | Pierre-Claude Laviale   | DL           | •  | - | Conseiller général (1976 → 2001) et maire de Saint-Aulaye (1989 → 2008)      |
|                     | Katherine Traissac      | UDF          |    | - | Ancienne conseillère générale de Bergerac-I (1992 → 1998)                    |
|                     | Michel Courtois         | FN           | 01 | - | Conseiller municipal de Villars                                              |
|                     | André Goustat           | CPNT         | 01 | - | Maire de Mauzac-et-Grand-Castang (1973 → 2007)                               |
| * Vice-président(e) |                         |              |    |   |                                                                              |

### 1992-1998
|                     | Yves Guéna              | RPR  | 01 | - | Sénateur (1989 → 1997), maire de Périgueux (1971 → 1997)                              |
|                     | Jean-Jacques de Peretti | RPR  | •  | - | Député (1993 → 1995), conseiller général (1992 → 1998) et maire de Sarlat (1989 → )   |
|                     | Jean Gaillard           | UDF  | •  | - | —                                                                                     |
|                     | Alain Bournazel *       | RPR  |    | - | Maire de Domme (1989 → 2001)                                                          |
|                     | Gérard Fayolle          | RPR  |    | - | Conseiller général (1979 → 1998) et maire du Bugue (1983 → 2008)                      |
|                     | Roger Jaccou            | UDF  | •  | - | Maire de Thiviers (1971 → 2001)                                                       |
|                     | Pierre-Claude Laviale   | UDF  |    | - | Conseiller général (1976 → 2001) et maire de Saint-Aulaye (1989 → 2008)               |
|                     | Katherine Traissac *    | UDF  |    | - | Conseillère générale de Bergerac-I (1992 → 1998)                                      |
|                     | Bernard Bioulac         | PS   | 01 | - | Conseiller général (1980 → 1996), maire de Saint-Barthélemy-de-Bussière (1983 → 1995) |
|                     | Christian Défarge       | PS   |    | - | Conseiller général de Neuvic (1976 → 2001), maire de Chantérac (1965 → 2001)          |
|                     | Bernard Cazeau          | PS   |    | - | Conseiller général (1976 → 2015) et maire de Ribérac (1971 → 2001)                    |
|                     | Christophe Manet        | PS   |    | - | —                                                                                     |
|                     | Roger Gorse             | PCF  | 01 | - | Conseiller municipal de Périgueux                                                     |
|                     | André Goustat           | CPNT | 01 | - | Maire de Mauzac-et-Grand-Castang (1973 → 2007)                                        |
|                     | Michel Courtois         | FN   | 01 | - | —                                                                                     |
|                     | Chantal Merchadou       | GÉ   | 01 | - | —                                                                                     |
| * Vice-président(e) |                         |      |    |   |                                                                                       |